# Hilaira vexatrix
Hilaira vexatrix là một loài nhện trong họ Linyphiidae.
Loài này thuộc chi Hilaira. Hilaira vexatrix được Octavius Pickard-Cambridge miêu tả năm 1877.